# Fertighaus

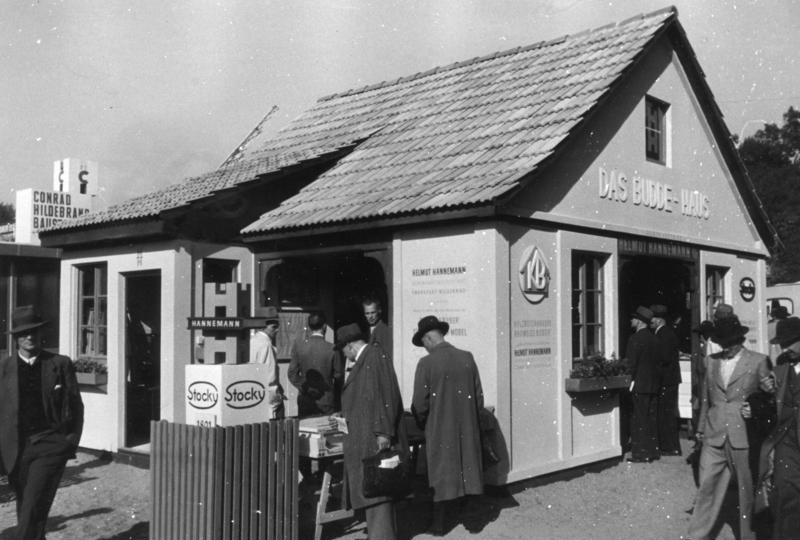
Budde-Fertighaus (1948)

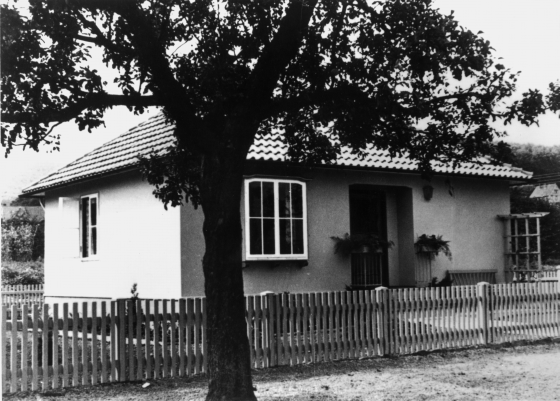
Erstes OKAL-Fertighaus (1959)

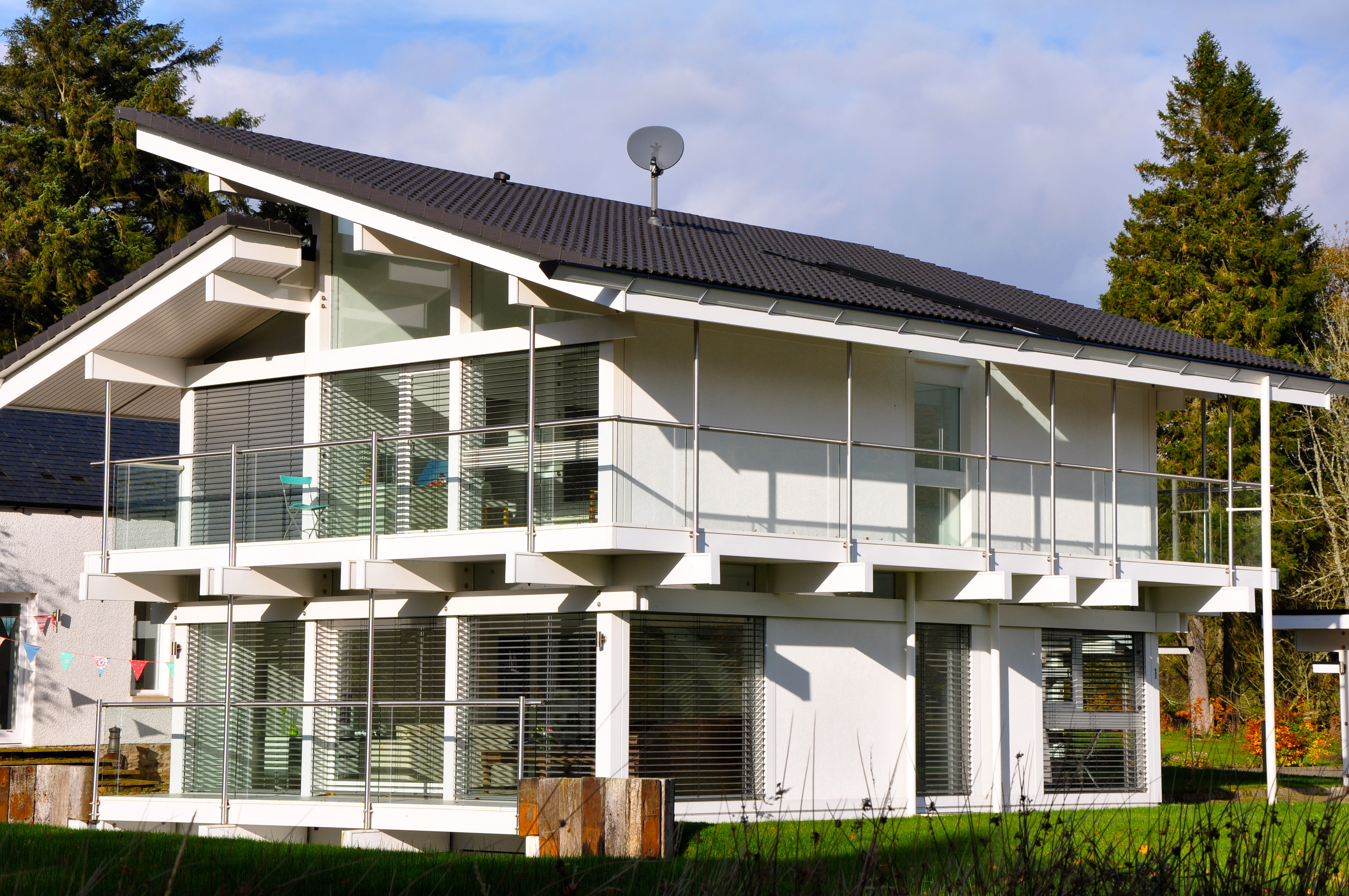
Huf-Haus in Schottland

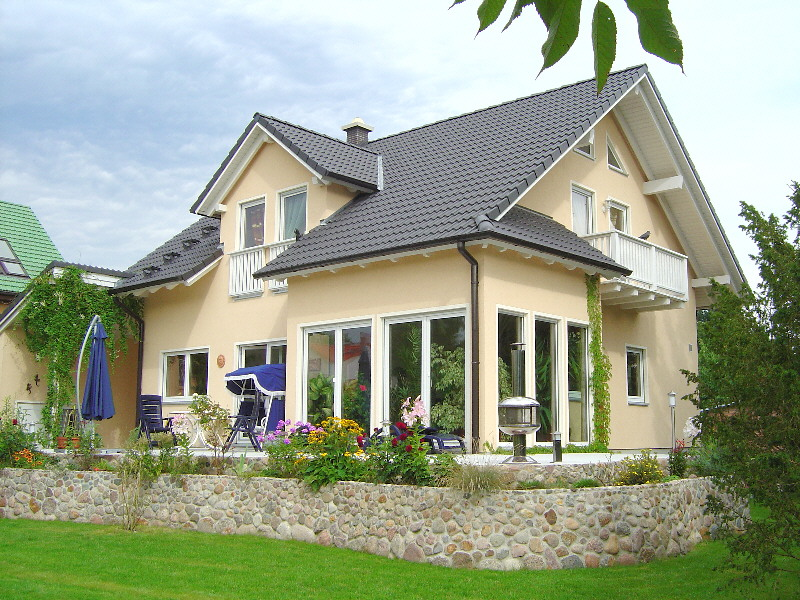
Fertigbau in Bergfelde

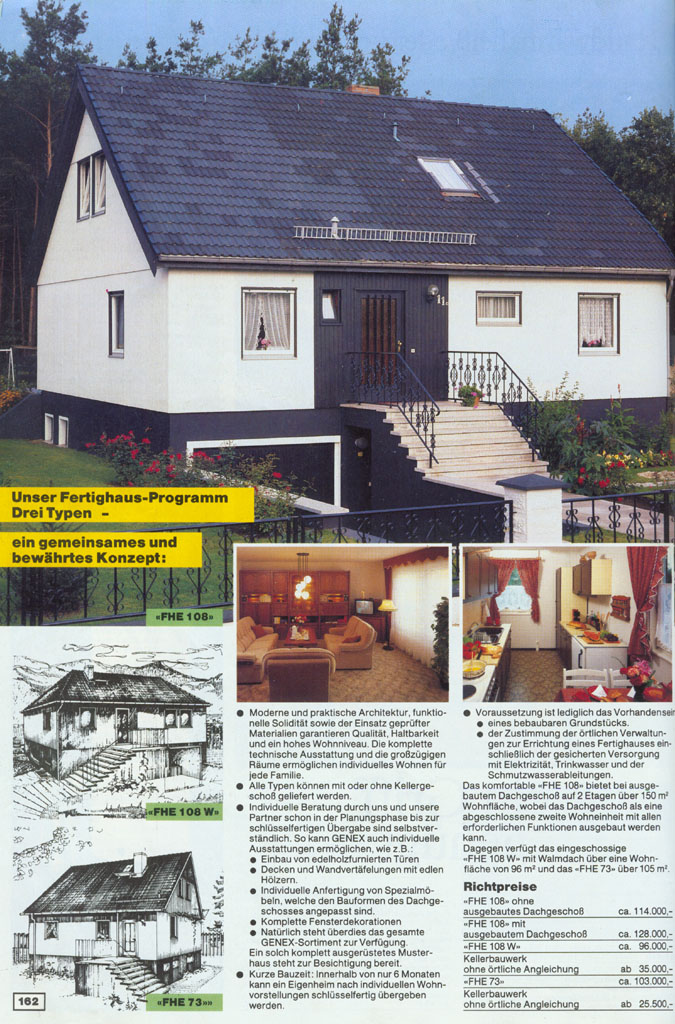
DDR-Fertighaus des Kombinats BAUFA im Genex-Katalog von 1986

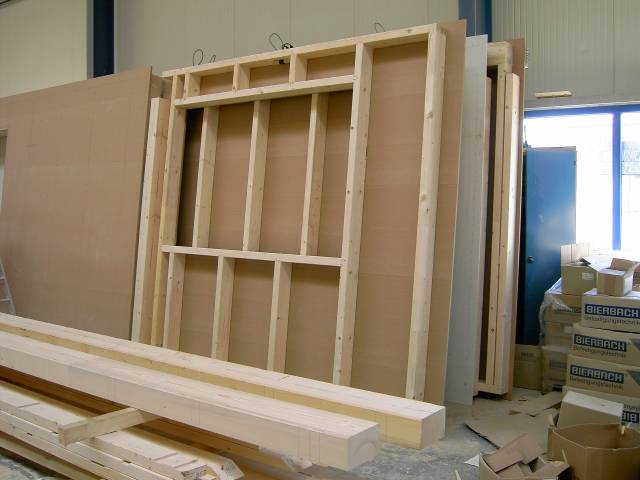
Holzrahmenwand in einer Zimmerei

Montage eines Fertighauses (auch als
Zeitraffer-Video verfügbar)

Mit dem Begriff Fertighaus wird im Allgemeinen ein Haus bezeichnet, das – zumindest in Teilen – werkseitig vorgefertigt an die Baustelle geliefert und dort endmontiert wird. In der Regel liegen für klassische Fertighäuser Typengenehmigungen vor. Es gibt jedoch keine einheitlichen, verbindlichen Definitionen für den Begriff Fertighaus.
Nach der seit 2009 geltenden ÖNORM B 2310 des Austrian Standards International in Österreich ist ein Fertighaus „ein auf einem vorbereiteten Unterbau errichtetes Bauwerk aus vorgefertigten, geschoßhohen Großtafel-Wandelelementen, Raumzellen sowie aus vorgefertigten Decken- und Dachelementen, die in Produktionsstätten witterungsunabhängig hergestellt, auf die Baustelle transportiert und dort zusammengebaut werden.“ Diese Norm gilt für Wohngebäude (Ein- und Zweifamilienhäuser, Reihenhäuser, mehrgeschossige Wohnbauten), Bürogebäude, Kindergärten, Schulen und Mehrzweckhäuser und unabhängig von den verwendeten Baustoffen (Holz, Wohnbeton, Ziegel). Nicht unter diese Norm fallen Bauwerke, die „mit nichtgeschoßhohen, jedoch vorgefertigten einzelnen tragenden Bauelementen errichtet werden, wie beispielsweise Häuser aus Ziegel-, Porenbeton-, Hohlblock- bzw. Mantelsteinen oder Holzblockhausbohlen“, oder die einem bestimmten Mindestleistungsumfang nicht entsprechen.

## Entwicklung

### Von den Anfängen bis 1945

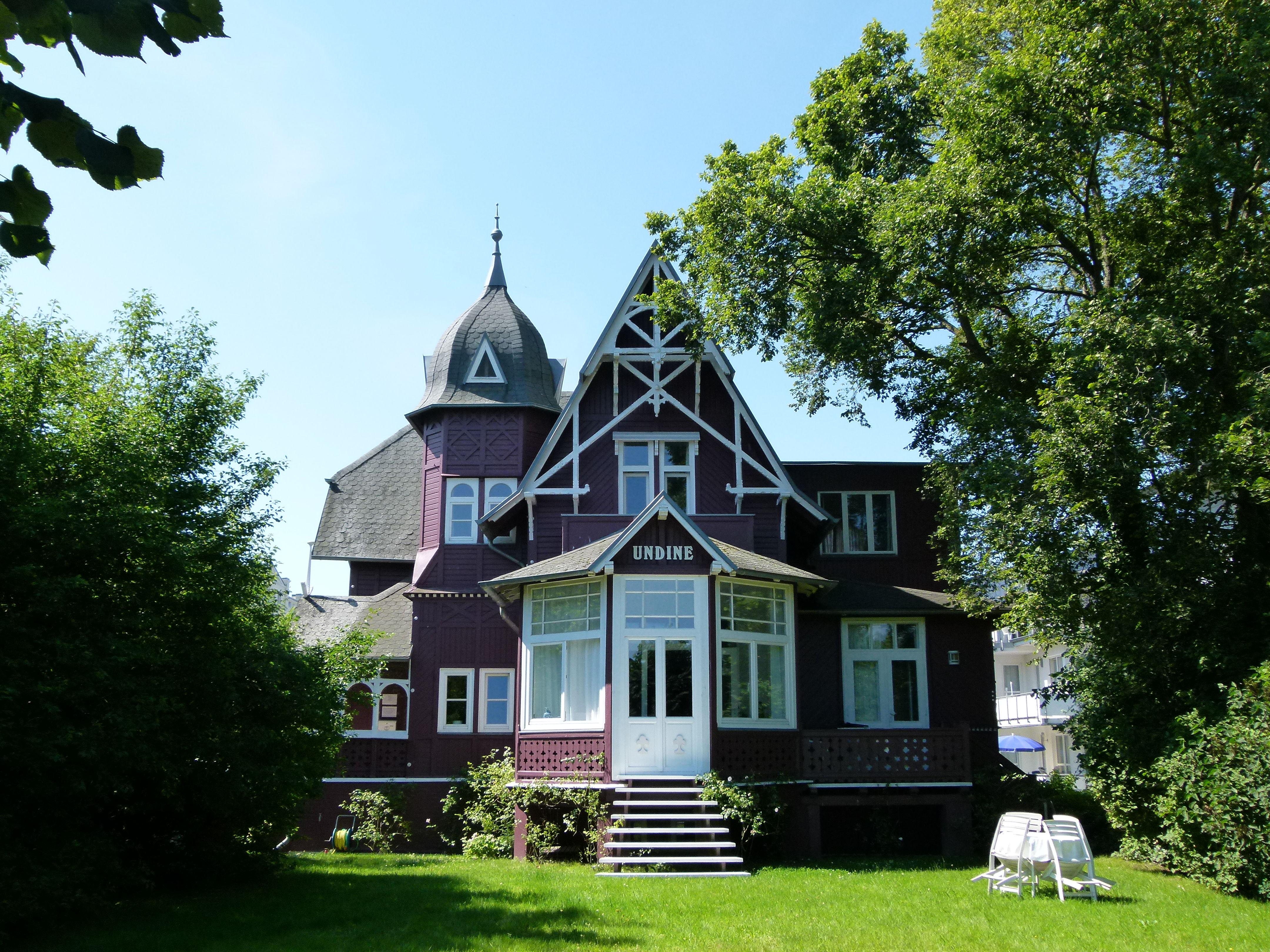
Villa Undine von 1885 in Binz auf Rügen, ein sogenanntes Wolgasthaus und eines der ersten Fertighäuser der Welt

Bereits beim mittelalterlichen Fachwerkbau in Deutschland wurden die Bauteile vorgefertigt, mit sogenannten Rauten gekennzeichnet und auf entsprechendem Fuhrwerk zur Baustelle transportiert. Das hatte auch den Grund, dass die Zimmerleute damals zusätzlich zu den Bauaufgaben die Arbeit des Fällens und Einschnittes mit zu verrichten hatten. Solche vorgefertigten Bauten fanden bisweilen sogar ihren Weg über das Meer, nach Island und Grönland, wo auch immer die Menschen bereit waren zu siedeln und das Umland nicht die nötigen Materialien bereitstellte. Selbst im antiken Griechenland gibt es Hinweise, dass Teile von Bauwerken wie Tempelanlagen an fremden Orten gefertigt, zusammengefügt und zum Transport wieder auseinandergenommen wurden.
Im Jahr 1516 beschrieb Leonardo da Vinci sein Vorhaben, eine ausschließlich aus zerlegbaren Typenhäusern bestehende Idealstadt an der Loire zu errichten. Lediglich die Fundamente sollten vor Ort erstellt werden.
Im Jahr 1624 wurden in England aus Tafelelementen vorgefertigte Unterkünfte für die staatliche Fischereiflotte geschaffen. Sie waren transportabel und konnten binnen kurzer Zeit ohne die Hilfe von Fachpersonal errichtet werden. Die Unterkünfte waren zweckmäßig, konnte doch die Flotte so mobil eingesetzt werden, ohne an allen Orten neue Behausungen zu errichten.
Eine weitere Verwendung fand diese Bauweise dann vor allem beim Militär: Im späten 18. Jahrhundert wurden so von Wien aus Spitalbaracken bis auf die entfernten Kriegsschauplätze nach Slowenien transportiert.
In Amerika traten die Fertighäuser vermehrt während des Goldrausches (1848) in Erscheinung. Um den nach Westen strömenden Massen eine Unterkunft zu bieten, schuf man vorgefertigte Unterkünfte, die schnell ohne Fachpersonal errichtet werden konnten. Hier begann in etwa die „Massenproduktion“ von vorgefertigten, zerlegbaren Holzhäusern.
Die sogenannten Wolgasthäuser im Stile der Bäderarchitektur gelten als die ersten individuellen Fertighäuser. Dabei handelt es sich um kunstvoll verzierte Holzvillen, die zwischen 1868 und 1910 von der „Wolgaster Actien-Gesellschaft für Holzbearbeitung“ in der Stadt Wolgast vor der Insel Usedom gefertigt wurden. Durch Zusammenstellung von Wunschelementen wie Balkonen, Veranden oder Ecktürmen aus einem umfangreichen Katalog konnten die Bauherren ihre Häuser bereits individuell zusammenstellen und weitgehend vorfertigen lassen. Die pommersche Firma baute für Bauherren in der ganzen Welt, insbesondere für Grundstückseigentümer auf Usedom und Rügen – und z. B. am Berliner Wannsee, in Südamerika und Deutsch-Ostafrika.
Von der Weltausstellung 1873 in Wien erwarb der österreichische Graf Franz Hardegg ein Fertigteilhaus und ließ es als Jagdhaus auf dem gräflichen Landsitz in Veitsch, Österreich wieder aufbauen. Heute dient es als Alpengasthof Radwirt am Fuße der Hohen Veitsch.
Von der Weltausstellung 1893 in Chicago brachte der Berliner Oscar Blumenthal ein in Deutschland für die Weltausstellung produziertes und demontierbares Wolgasthaus in Holzskelettbau zurück. Es war ein zweigeschossiges Objekt mit Terrassen, Erkern und einem imposanten Turm. Angeblich ohne einen einzigen Eisennagel zu verwenden, wurde dieses Gebäude 1895 als Villa Blumenthal in Bad Ischl wiedererrichtet.
Nachdem die ersten Fertighäuser moderner Bauart vorwiegend aus Schweden und Norwegen nach Deutschland kamen, entstanden auch hierzulande bald eigene Ideen. Diese Entwicklung setzte parallel zu der Entstehung der Holzwerkstoffplatten in den 20er und 30er Jahren ein. 1931 entwickelte der Bauhaus-Architekt Walter Gropius in Deutschland ein Bausystem aus vorgefertigten Wandtafeln mit einer inneren Holzkonstruktion. Er schrieb dazu:

„Seit 1910 bin ich unentwegt für den Bau von Montagehäusern, für die Industrialisierung des Hausbaus in Vorträgen und Artikeln eingetreten und habe Forschungsarbeiten und praktische Experimente zusammen mit Industrieunternehmen durchgeführt…Ein Montagehaus kann in der Fabrik auf ein Lastauto mit Anhänger geladen, mit Boden, Wänden, Dach und der gesamten Ausstattung fix und fertig zum Bauplatz gebracht und dort in kürzester Zeit montiert werden, ganz unabhängig von der Jahreszeit…“

1943 bis 1945 verbesserte er seine Entwicklung in Zusammenarbeit mit Konrad Wachsmann in den USA zu dem „Packaged House System“, nachdem er 1934 als Gegner der Nationalsozialisten Deutschland hatte verlassen müssen. Bereits 1940 waren Fertighäuser in den USA durch den Versandhandel verbreitet, innerhalb weniger Jahre wurden über 110.000 typengleicher Häuser abgesetzt.

### Nach 1945
In Deutschland wurde der Bau seriell gefertigter Häuser nach dem Zweiten Weltkrieg gängig. Der Flugzeugpionier Willy Messerschmitt widmete sich um 1950 mit seinem Messerschmitt-Leichtbauhaus dem Bau von Systemhäusern in Montagebauweise. Zu den Eigenheimen der Nachkriegsproduktion zählten etwa Budde-Fertighäuser und viele andere. Auch Stahlfertighäuser wie das 1948 bis 1953 gebaute MAN-Stahlhaus und die Hoesch-Bungalows in den 1960er Jahren kamen auf den Markt. Die Pioniere des heutigen Fertighausbaus in Holzverbundbauweise waren Anfang der 1960er Jahre Otto Kreibaum (OKAL, heute Deutsche Fertighaus Holding (DFH)), Walter Zenker (Zenker-Hausbau, heute Bien-Zenker), Egon Brütsch (POLA-Fertighaus), Alfred Bergstedt (Nordhaus), Hermann Wandke (Hanse), Franz Huf (Huf Haus), Hans Streif (Neckermann-Streif), Josef Hebel (Hebel-Haus, heute Kampa) und andere.
Der deutsche Fertighausmarkt boomte ab Beginn der 1960er Jahre. So bot ab 1962 das Versandhaus Quelle über die Quelle-Fertighaus-GmbH und der Kaufhof-Konzern das Huf Haus an. Ein Großteil der im Jahr 1962 bestehenden 18.000 Fertighäuser wurde aus Schweden importiert. Die Bausparkasse Mainz übernahm von der Alpine-Holzindustrie GmbH für ihre Kunden die gesamte Jahresproduktion 1962 im Umfang von 800 Fertighäusern. Punktuell prägte der von Quelle ausgelieferte Typ ganze Baugebiete, so gibt es in Bad Harzburg eine nach der Firma benannte Quellesiedlung. Das Magazin Stern organisierte 1963 in Quickborn die Ausstellung Fertighaus 63, damals die größte in Europa.
Manchen Fertighäusern wurde ein negativer Ruf nachgesagt und deren äußeres Erscheinungsbild als „Einheitsarchitektur aus Pappe“ behauptet.
In den 1970er Jahren war der Skandal um PCP- und Lindan-haltige Holzschutzmittel, die in Fertighäusern eingesetzt worden waren.
Marktführer in Deutschland waren in den 1970er Jahren OKAL mit über 4.000 Häusern pro Jahr und Neckermann-Streif mit über 3.000 Häusern pro Jahr.
In den 1980ern lag der Marktanteil von Fertighäusern nur noch bei gut sieben Prozent. Im Rahmen der Soforthilfe beim Wiederaufbau in Erdbebengebieten waren kleine Fertighäuser in Holzbauweise jedoch insbesondere wegen ihrer Erdbebensicherheit gefragt.
Nach der Wiedervereinigung Deutschlands erlebte der Fertigbau besonders in den neuen Bundesländern wieder einen Aufschwung.
Im Jahr 2013 waren rund 15,6 Prozent der neu gebauten Eigenheime in Deutschland Fertighäuser.
In Baden-Württemberg hatten sie einen Marktanteil von 25,8 Prozent, in Niedersachsen nur 6,7 Prozent.
2020 werden rund 20 % der in Deutschland gebauten Ein- und Zweifamilienhäuser Fertighäuser sein. Im 1. Halbjahr 2020 lag der Anteil der Fertighäuser an den amtlichen Baugenehmigungen in Baden-Württemberg bei 38,5 Prozent, in Niedersachsen bei 9 Prozent.
In Österreich lag 2013 die Fertighausquote im privaten Hausbau bei knapp 30 Prozent, in Deutschland bei über 15 Prozent in den USA sind über 90 Prozent aller Eigenheime in Holzsystembauweise gebaut.
Gemäß dem Bundesverband Deutscher Fertigbau e. V. (BDF) wächst die Fertighausbranche im Jahr 2020 trotz der COVID-19-Pandemie weiter.
Der Einbruch beim Bau von Eigenheimen trifft die die Hersteller von Fertighäusern hart. Denn viele von ihnen sind weitgehend auf private Bauleute angewiesen. Minus 36 Prozent verzeichnete das Statistische Bundesamt bei den Baugenehmigungen im ersten Quartal 2023 gegenüber dem Vorjahr.

## Bauweise
Die Elemente von Fertighäusern können in Massivbauweise (etwa Stahlbeton- oder Mauerwerksbauweise wie beim Plattenbau) oder in Leichtbauweise (z. B. Stahl-Leichtbau- oder Holzbauweise) gefertigt sein. Als Fundament dient entweder eine Bodenplatte oder ein Keller, auf dem das Fertighaus dann errichtet wird.
Massive Fertighäuser haben einen nur geringen Anteil. Hier werden Wände aus Ziegeln, Beton, Leichtbeton (Blähton) oder Betonsteinen vorgefertigt. 95 Prozent aller Fertighäuser werden in Holzbauweise gebaut. Hier werden Holzrahmen durch Querstreben stabilisiert, mit Dämmmaterial gefüllt und meistens innen mit Gipswerkstoffplatten, außen mit Holzplatten abgedeckt. Andere Quellen unterscheiden die Holzbauweisen in z. B. den Holzrahmenbau, den Holztafelbau. Eine „Stabilisierung“ durch Querstreben ist beim Holzrahmen- und Holztafelbau nicht notwendig, die hier die Beplankung aus z. B. Holzwerkstoffplatten (möglich sind aber auch Gipswerkstoffplatten) übernimmt. Aus bauphysikalischen Gründen sind die Holzwerkstoffplatten vorzugsweise auf der Innenseite der Konstruktion angeordnet.

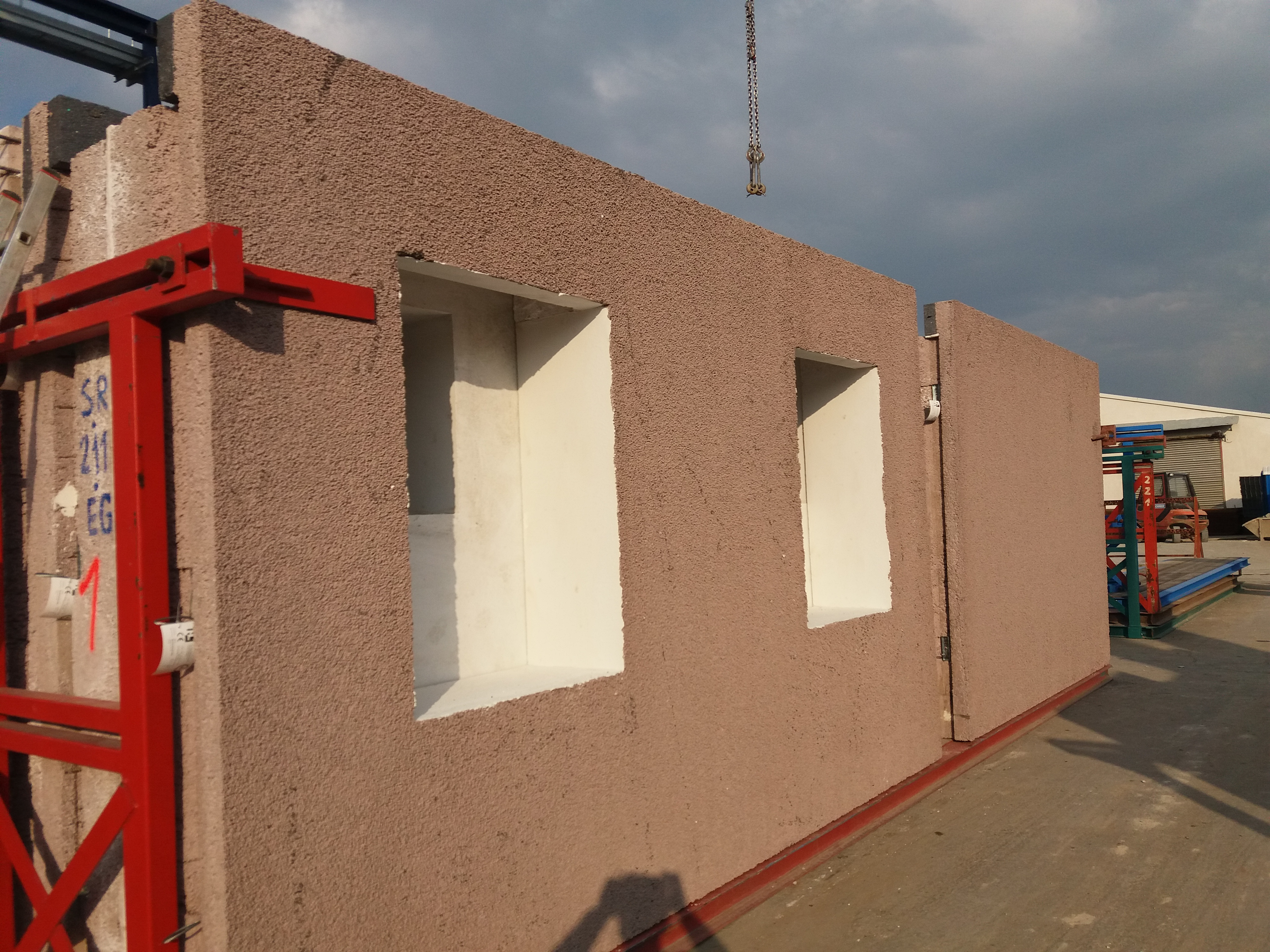
Blähton Leichtbetonwände für ein Massivfertighaus.

Beim Ständerbau, auch „Holzskelett“-Bauweise genannt, ermöglichen senkrechte Ständer als tragendes Gerüst ein mehrgeschossiges Bauen. Im Gegensatz dazu wird die Holzskelettbauweise nicht zu der Ständerbauweise gezählt. Mehrgeschossiger Holzbau wird üblicherweise in Holztafelbauweise oder einer Hybridbauweise, z. B. als Holz-Beton-Verbund, umgesetzt. Es wurden bis 2014 etliche mehrgeschossige Gebäude, auch in Innenstädten errichtet.
Blockhäuser – meist von skandinavischen oder kanadischen Herstellern angeboten – bestehen aus Bohlen oder Stämmen, die an den Ecken ineinander verzahnt werden. Innen liegt eine Dämmschicht, die mit Gipswerkstoff- oder Holztafeln abgedeckt wird.
Fertighäuser gibt es als Bausatzhaus, Ausbauhaus, Biohaus (aus biologisch abbaubaren Rohstoffen) oder schlüsselfertig.

## Vorteile
Vorteile eines Fertighauses können die kurze Bauzeit sowie feste Preise und Termine sein. Außerdem können Musterhäuser vorab besichtigt werden.
Fertighäuser aus Holz haben eine gute Öko-Bilanz und durch ihre Dämmung einen niedrigen Heizenergiebedarf. Vergleicht man verschiedene Ökobilanzen miteinander, sind allgemeine Aussagen allerdings nicht möglich, da immer die angesetzten Randbedingungen das Ergebnis der Bilanzierung erheblich beeinflussen. Nach Angaben des Bundesverbands Deutscher Fertigbau waren 2013 fast alle Fertighäuser KfW-Effizienzhäuser.
Fertighäuser können auch auf felsigem oder feuchtem Untergrund gebaut werden. Die Ergebnisse der Baugrunduntersuchung sind entsprechend zu berücksichtigen. Mit „Holzgrundtragwerken“ ist auch ein Bau an Hanglagen möglich. Allerdings ist der Begriff „Holzgrundtragwerk“ nicht definiert.

## Weitere Fakten
Fertighäuser haben meistens einen geringeren Schallschutz als Massivbauten, wobei zu beachten ist, dass das Schallschutzziel stets eine zu vereinbarende Beschaffenheit ist, die unabhängig von der Bauweise oder Bauart erfüllt werden muss.
Seriell gefertigte Modelle – so genannte „Typenhäuser“ – machen heute nur einen geringen Prozentsatz der Fertighäuser aus; mehr als zwei Drittel sind individuell geplante Fertighäuser. Für ein Fertighaus im mittelpreisigen Segment ist mit Kosten zwischen 1800 und 2500 Euro pro Quadratmeter zu rechnen. Laut Statistischem Bundesamt (Destatis) war im Jahr 2022 fast jedes vierte fertiggestellte Einfamilienhaus ein vorgefertigtes Haus aus der Fabrik. 2012 lag bei den Einfamilienhäusern der Anteil der Fertighäuser noch bei 15,3 Prozent. Im Jahr 2022 wurden rund 17 600 Einfamilienhäuser in Fertigteilbau errichtet – ein Plus von 3 Prozent gegenüber dem Vorjahr. Die Preisstrukturen und Angebotspakete sind auch am Fertighausmarkt uneinheitlich. Je nach Anbieter sind im Grundpreis (meistens „Festpreis“ genannt) unterschiedlich umfangreiche Bauleistungen enthalten und vom Bauherren unterschiedlich hohe Vorleistungen zu erbringen (etwa Baugrunduntersuchung, Befestigen eines Zufahrtsweges für die Schwerlaster, befestigter Platz für den Kran, Bauschuttcontainer, Strom, Wasser oder Versicherungen). Hinzu kommen wie bei jedem Bauvorhaben Kostenrisiken etwa bei der Bauvorbereitung oder der Erschließung des Baulands.

## Gütezeichen
Die Bundesgütegemeinschaft Montagebau und Fertighäuser (BMF), die Gütegemeinschaft Deutscher Fertigbau (GDF) und die Gütegemeinschaft Holzbau – Ausbau – Dachbau (GHAD) verleihen an geprüfte Hersteller das „RAL-Gütezeichen Holzhausbau“.